# قوش قیه‌سی (مراغه)
قوش‌قیه‌سی یکی از روستاهای استان آذربایجان شرقی است که در دهستان قوری‌چای غربی بخش سراجو شهرستان مراغه واقع شده‌است.